# Радужский сельсовет (Гомельская область)
Ра́дужский сельсовет (белор. Радужскі сельсавет) — административная единица на территории Ветковского района Гомельской области Республики Беларусь. Административный центр — агрогородок Радуга.

## История
После второго укрупнения БССР с 8 декабря 1926 года сельсовет в составе Ветковского района Гомельского округа БССР. 30 декабря 1927 года сельсовет укрупнён, в его состав вошла территория упразднённых Кунтаровского и Новоселковского сельсоветов. После упразднения окружной системы 26 июля 1930 года в Ветковском районе БССР. С 20 февраля 1938 года в составе Гомельской области. С 25 декабря 1962 года в составе Гомельского района. С 6 января 1965 года в составе восстановленного Ветковского района. В 1966 году в состав Шерстинского сельсовета переданы посёлок Ильич и деревня Новосёлки, в 1978 году — посёлок Ляды. 12 ноября 2013 года в состав сельсовета из районного подчинения переданы 5 населённых пунктов: деревни Бартоломеевка, Рудня-Споницкая, Тарасовка, Чистые Лужи и посёлок Тумарин.
9 апреля 2023 года в состав Радужскогоо сельсовета включены населённые пункты упразднённого Шерстинского сельсовета — Новосёлки, Ляды, Юрковичи.

## Состав
Радужский сельсовет включает 12 населённых пунктов:
- Бартоломеевка — деревня
- Кунторовка — деревня
- Ляды — посёлок
- Новая Жизнь — посёлок
- Новосёлки — агрогородок
- Новый Мир — посёлок
- Радуга — агрогородок
- Чистые Лужи — деревня
- Рудня-Споницкая — деревня
- Тарасовка — деревня
- Тумарин — посёлок
- Юрковичи — деревня